# Yurlunggur
Yurlunggur is een geslacht van uitgestorven slangen binnen de familie Madtsoiidae. Dit geslacht maakte deel uit van de uitgestorven megafauna van Australië en bevat de soort Yurlunggur camfieldensis.
Yurlunggur camfieldensis was een groot toproofdier dat leefde van het Oligoceen tot het Mioceen. Het wordt beschreven als een lid van de familie Madtsoiidae, die de soort omvat zoals Wonambi naracoortensis, aanwezig in Australië tot het Pleistoceen.
De naam van het geslacht is afgeleid van de traditionele naam die de mensen van Arnhemland aan de regenboogslang hebben gegeven. De soortaanduiding verwijst naar de Camfield Beds Formation.
Het waren grote slangen, tot zes meter lang en dertig centimeter dik, die meer lijken op Varanus (varanen) dan op kleine gravende hagedissen. John Scanlon heeft dit gepresenteerd als bewijs van afstamming van de eerste, in plaats van gravende voorouders die zich ontwikkelden tot de langwerpige en pootloze slangen. Het fossiele materiaal dat door deze soort wordt beschreven, omvat een zeldzaam voorbeeld van een volledige schedel en onderkaak, vaak geplet tijdens het fossilisatieproces, dat werd bewaard in de zachte kalksteen van een zoetwaterlichaam. Dit werd gevonden in de fossielenvindplaats Riversleigh in het noordwesten van Queensland.